# Fullet

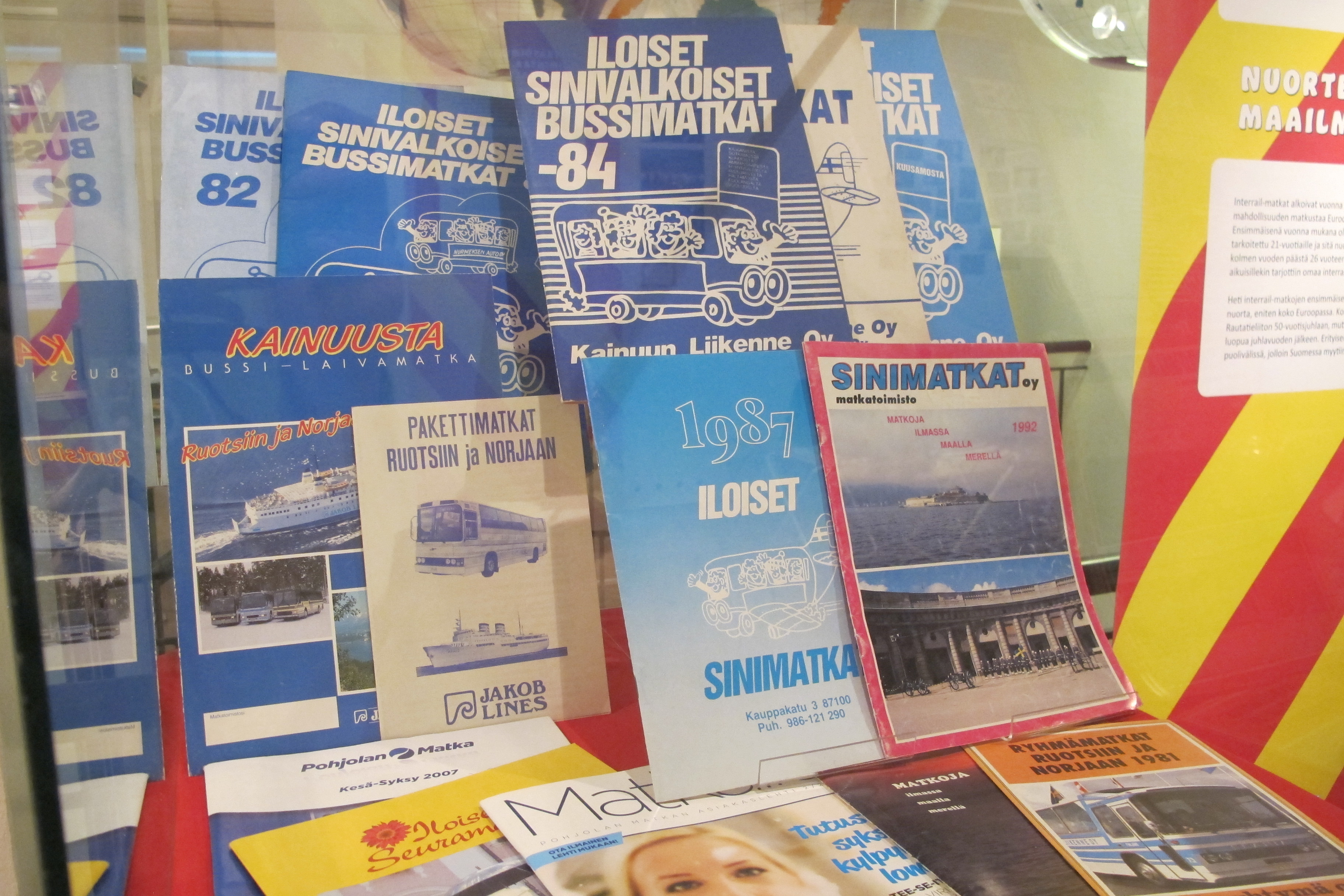
Exemples de fullets.

Un fullet o prospecte és un imprès de petites dimensions que es fan servir per donar a conèixer o propagandar una entitat, un servei, una activitat, etc.
Habitualment es fa arribar als interessats per mitjà de punts d'informació, taulells, a mà amb personal al carrer i també per trameses per correu o repartides (dites publitrameses). Sovint aquest tipus d'informació es pot presentar en forma de tríptic o de díptic.

## Funcionament
És un mitjà de divulgació que funciona de manera molt simple. Informació clara i rellevant continguda en un espai reduït, redactada de tal manera que sigui concisa i entenedora per al gran públic.
Els recursos que es fan servir són propis del canal escrit: gràfics (dibuixos, fotografies...), tipogràfics (tipus de lletres diverses) i lingüístics. La informació es distribueix en apartats separats, encapçalats per títols representatius i amb diversos paràgrafs segons la idea que presenten.

## Història
Els fullets són un dels mitjans de distribució més antics, provinents dels manifests i els texts reivindicatius que han aparegut durant molts períodes al llarg de la història els fullets van començar a ser rellevants cap a finals del s.XIX principis del s.XX coincidint, i a causa, de l'augemt de l'alfabetització de la població. A partir d'aqui viu en auge fins a principis del s.XXI que pateix una caiguda de rellevància al ser substituït pel fullet digital.